# Moravany, Hodonín
Moravany là một làng thuộc huyện Hodonín, vùng Jihomoravský, Cộng hòa Séc.